# Köpmanholmen
Köpmanholmen est une localité de la commune d'Örnsköldsvik dans le comté de Västernorrland en Suède.
Sa population était de 1 174 habitants en 2019.